# Tilen Strmljan
Tilen Strmljan (* 1. März 1996 in Ljubljana) ist ein slowenischer Handballspieler.

## Karriere

### Verein
Strmljan lernte das Handballspielen beim RK Rudar Trbovlje. Ab 2013 lief er für die Männermannschaft auf. Im Sommer 2015 wechselte der 1,85 m große mittlere Rückraumspieler zum Zweitligisten RD Herz Šmartno, mit dem er 2017 den Aufstieg in die erste slowenischen Liga schaffte. Ein Jahr später unterschrieb er beim Erstligisten RD Riko Ribnica, mit dem er zweimal am EHF-Pokal teilnahm. Ab 2021 lief er für den Rekordmeister RK Celje auf, mit dem er an der EHF European League und an der EHF Champions League teilnahm. Mit Celje gewann er 2022 und 2023 die slowenische Meisterschaft sowie 2023 den slowenischen Pokal. Zur Saison 2023/24 wechselte er in die deutsche Bundesliga zur TSV Hannover-Burgdorf. Zur Saison 2025/26 wechselte er nach Nordmazedonien zum GRK Ohrid.

### Nationalmannschaft
Er steht im Kader der slowenischen Nationalmannschaft und hat bisher sieben Spiele absolviert.